# Лысенко, Александр Степанович
Александр Степанович Лысенко (27 мая 1936, село Анисов, Черниговский район, Черниговская область — 2000) — советский агроном и государственный деятель, кандидат сельскохозяйственных наук, бывший председатель Черниговского облсовета народных депутатов.
Образование: Украинская сельскохозяйственная академия (1963); кандидатская диссертация «Сохранение семенного картофеля в буртах с активным вентилированием на постоянных площадках» (1980).
Прошёл трудовой путь от главного агронома колхоза до заместителя начальника Черниговского областного управления сельским хозяйством. Затем — заведующий отделом сельского хозяйства и перерабатывающей промышленности Черниговского обкома Компартии Украины. С декабря 1985 — первый заместитель председателя Черниговского облисполкома, председатель облагропромкомитета.
Март 1990 — апрель 1992 — председатель исполкома Черниговского облсовета народных депутатов. Июль 1991 — июль 1994 — председатель, с июля 1994 — заместитель председателя Черниговского облсовета народных депутатов.
Государственный служащий 1-го ранга (апрель 1994).

## Источник
- Справка